# ایستگاه ایزلینگتون (تورنتو)
ایستگاه ایزلینگتون (انگلیسی: Islington station) یک ایستگاه مترو در خط ۲ بلور–دانفورث در تورنتو، انتاریو، کانادا است.